# Norihiro Satsukawa
Norihiro Satsukawa (薩川 了洋 Satsukawa Norihiro?, nacido el 18 de abril de 1972 en Shizuoka) es un exfutbolista japonés. Jugaba de defensa y su último club fue el Kashiwa Reysol de Japón.

## Trayectoria

### Clubes
| Club             | País  | Año         |
| ---------------- | ----- | ----------- |
| Yokohama Flügels | Japón | 1991 - 1998 |
| Kashiwa Reysol   | Japón | 1999 - 2005 |

## Palmarés

### Títulos nacionales
| Título             | Club             | País  | Año  |
| ------------------ | ---------------- | ----- | ---- |
| Copa del Emperador | Yokohama Flügels | Japón | 1993 |
| Copa del Emperador | Yokohama Flügels | Japón | 1998 |
| Copa J. League     | Kashiwa Reysol   | Japón | 1999 |